# Cleistesiopsis divaricata
Cleistesiopsis divaricata är en orkidéart som först beskrevs av Carl von Linné, och fick sitt nu gällande namn av Pansarin och Fábio de Barros. Cleistesiopsis divaricata ingår i släktet Cleistesiopsis, och familjen orkidéer. Inga underarter finns listade i Catalogue of Life.

## Bildgalleri

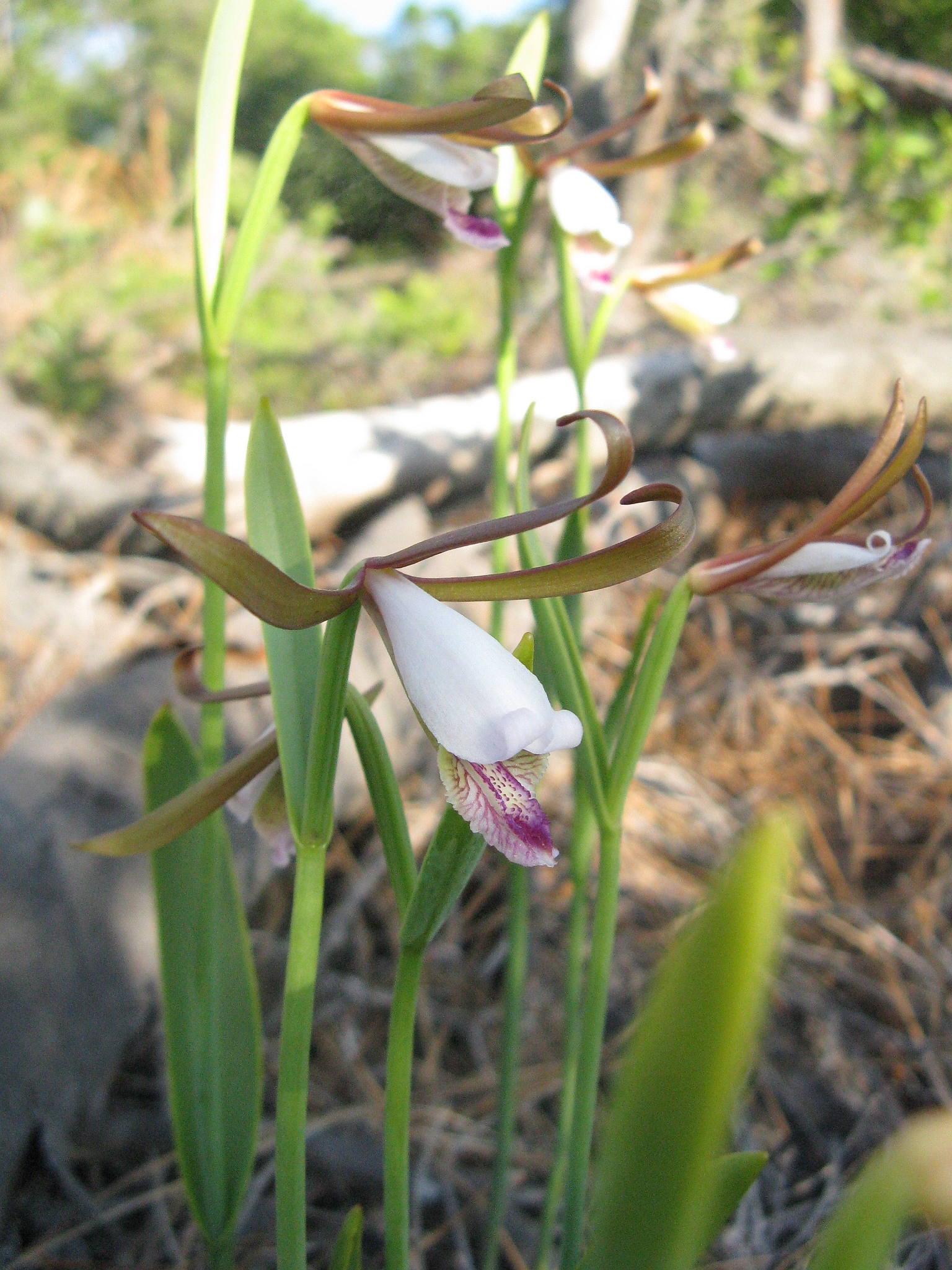
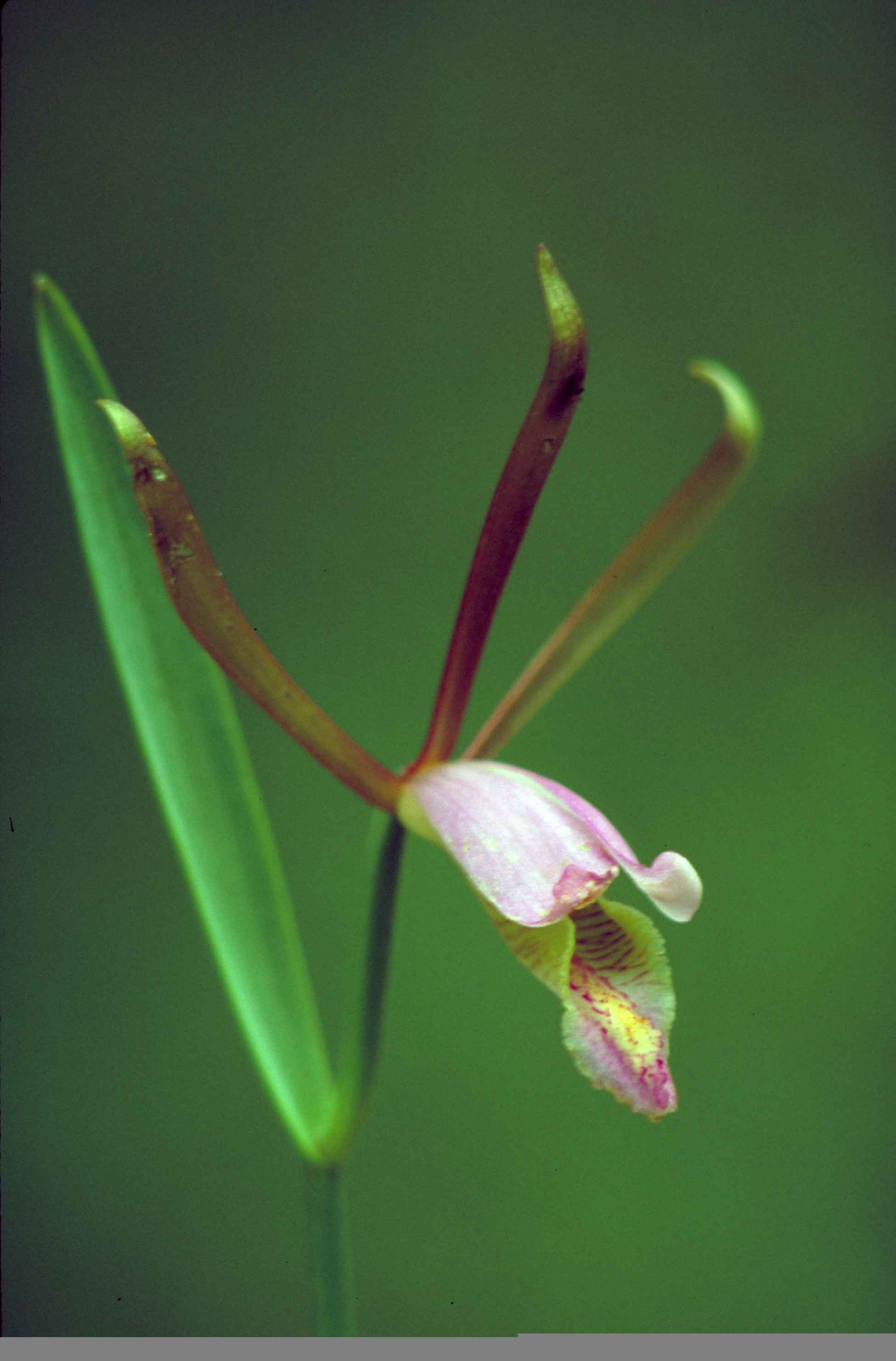